# ФК Тунгсрам

ФК Ампере, Тунгсрам, Вашаш Иззо (мађ. Ampére Sport Egyesulet, Tungsram TE, Vasas Izzó SK), је бивши мађарски фудбалски клуб. Седиште клуба је било у Будимпешта IV округу, Будимпешта, Мађарска. Боје клуба су црвена и црна. Клуб је био финансиран од стране фабрике сијалица Тунгсрам.

## Историјат клуба
ФК Ампере је у првој лиги дебитовао у сезони 1954. Сезону је завршио као осми.

## Историјат имена
- 1911: Ампере ШЕ − Ampére SE
- 1951–1957: УТЕ Иззо −ÚTE Izzó
- 1957–1959: Тунгсрам ТЕ Ујпешт − Újpesti Tungsram TE
- 1959: Вашаш Иззо ШК Будимпешта − Budapesti Vasas Izzó SK
- 1980: Вашаш Иззо Шпорткер− Vasas Izzó Sportkör
- 1980: спојио се са ФК Вац − Váci Híradás Vasas SE
- 1980–?: Тунгсрам ШК − Tungsram SC
- ?-?: Тунгсрам−Пулзус ШК − Tungsram-Pulzus SC
- ?-1999: Тунгсрам ШК − Tungsram SC

## Достигнућа
- Прва лига Мађарске у фудбалу:
  - 8. место (1) :1954.
  - 13. место (1) :1955.
  - 18. место (1) :1978/79.

- Друга лига Мађарске у фудбалу:
  - шампион (1) :1952.
  - шампион (1) :1953.